# Quan hệ Thái Lan – Việt Nam
Trong lịch sử từ lâu đời, Thái Lan và Việt Nam đã thiết lập mối quan hệ song phương cùng phát triển. Thái Lan có đại sứ quán tại thủ đô Hà Nội, tương tự, Việt Nam cũng có đại sứ quán ở Băng Cốc. Cả hai quốc gia đều là thành viên của hiệp hội ASEAN.

## Lịch sử
Cả hai đất nước đều ít nhiều chịu ảnh hưởng văn hóa của Ấn Độ trong suốt chiều dài lịch sử phát triển, ví dụ điển hình là Xiêm (quốc hiệu cũ của Thái Lan) và Chăm Pa (vương quốc cổ phía nam Việt Nam). Tuy vậy, phải đến thế kỷ 16, Xiêm và Chăm Pa mới có những quan hệ giao thương chính thức đầu tiên.

### Phong trào Tây Sơn
Sau khi triều đại Chúa Nguyễn bị lật đổ, chúa Nguyễn Ánh cùng các cận thần sang cầu cứu nước Xiêm với mục đích trả thù. Binh lính Xiêm tràn sang miền nam Việt Nam nhưng cuối cùng bị quân Tây Sơn của Nguyễn Huệ đánh bại.

### Giai đoạn chiến tranh Việt Nam và Khmer Đỏ
Thái Lan có tham gia vào chiến tranh Việt Nam và về phe của Hoa Kỳ do lo sợ sự lan truyền của chủ nghĩa Cộng sản trên thế giới và ngay tại đất nước của chính mình. Thái Lan đã cử 12-15 000 quân tham chiến để hỗ trợ cho Việt Nam Cộng hòa, với con số hơn 2000 binh lính tử nạn đã được ghi nhận. Sau năm 1975, mối quan hệ Thái Lan – Việt Nam trở nên căng thẳng và bất ổn.
Sau khi chế độ Khmer Đỏ bị lật đổ, quân đội Nhân dân Việt Nam tiến vào Campuchia và gây ra xung đột vũ trang lớn với Thái Lan do nước này có nhiều ủng hộ đối với Khmer Đỏ. Chiến tranh biên giới nổ ra giữa hai bên càng làm cho mối quan hệ hữu nghị bị xấu đi trầm trọng.
Tới năm 1989, khi quân đội Việt Nam rút khỏi Campuchia, tình hình căng thẳng mới được giải tỏa.

### Mối quan hệ đương thời
Sau công cuộc Đổi mới của Tổng bí thư Nguyễn Văn Linh năm 1986, Việt Nam hòa nhập và giao lưu nhiều hơn với bạn bè quốc tế, quan hệ Thái - Việt từ đó cũng khởi sắc và tích cực hơn. Thái Lan, một trong những thành viên sáng lập Hiệp hội các quốc gia Đông Nam Á ASEAN, ủng hộ Việt Nam tham gia vào tổ chức này. Năm 1995, Việt Nam chính thức trở thành một thành viên của ASEAN. Quan hệ ngoại giao Thái - Việt trở thành quan hệ đối tác chiến lược, thúc đẩy cùng phát triển.

## Quan hệ kinh tế
Theo thống kê năm 2015, Thái Lan là nhà đầu tư lớn thứ mười tại Việt Nam với số vốn là 7 tỷ đô la Mỹ. Thái Lan cũng là đối tác thương mại lớn thứ năm của Việt Nam.

## Đại sứ quán và lãnh sự quán
- Tại Việt Nam:
- Hà Nội (Đại sứ quán)
- Thành phố Hồ Chí Minh (Lãnh sự quán)

- Tại Thái Lan:
- Băng Cốc (Đại sứ quán)
- Khon Kaen (Lãnh sự quán)